# Arctotis stoechadifolia
Arctotis stoechadifolia é uma espécie de planta com flor pertencente à família Asteraceae. 
A autoridade científica da espécie é P.J.Bergius, tendo sido publicada em Descriptiones Plantarum ex Capite Bonae Spei,...324. 1767.

## Portugal
Trata-se de uma espécie presente no território português, nomeadamente em Portugal Continental.
Em termos de naturalidade é introduzida na região atrás indicada.

## Protecção
Não se encontra protegida por legislação portuguesa ou da Comunidade Europeia.